# Anchusa humilis
Anchusa humilis là loài thực vật có hoa trong họ Mồ hôi. Loài này được (Desf.) I.M.Johnst. mô tả khoa học đầu tiên năm 1924.